# Акаа
А́каа (фін. Akaa) — місто в провінції Пірканмаа в губернії Західна Фінляндія. Утворене 1 січня 2007, коли об'єднали міста Тойя і Віала.
Після об'єднання населення становить 14 369 (на 31 жовтня 2010 року) і займає площу в 114,67 км², з яких 12,5 км², є вода. Щільність населення є 140,64 жителів на км².
Акаа, а також міста Тойя і колишнього муніципалітету Віала розташовані на березі озера Ванаявесі (озеро), яке є центральною водоймою в регіоні Власна Тавастія, а також у південній частині регіону Пірканмаа.
Акаа також відоме своїм волейбольним клубом «Akaa-Volley».

## Галерея

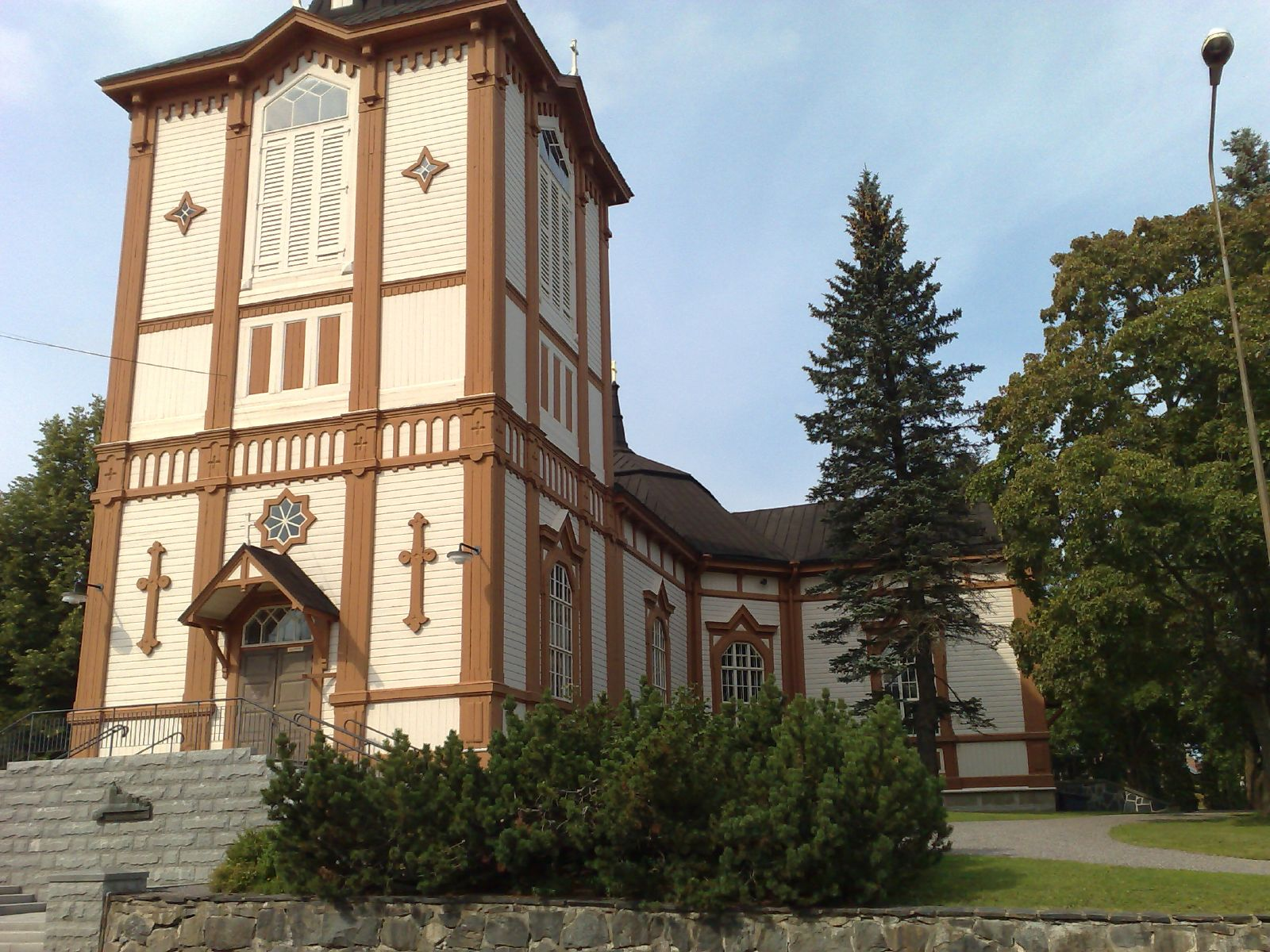
Церква Акаа або дерев’яна церква Тояла
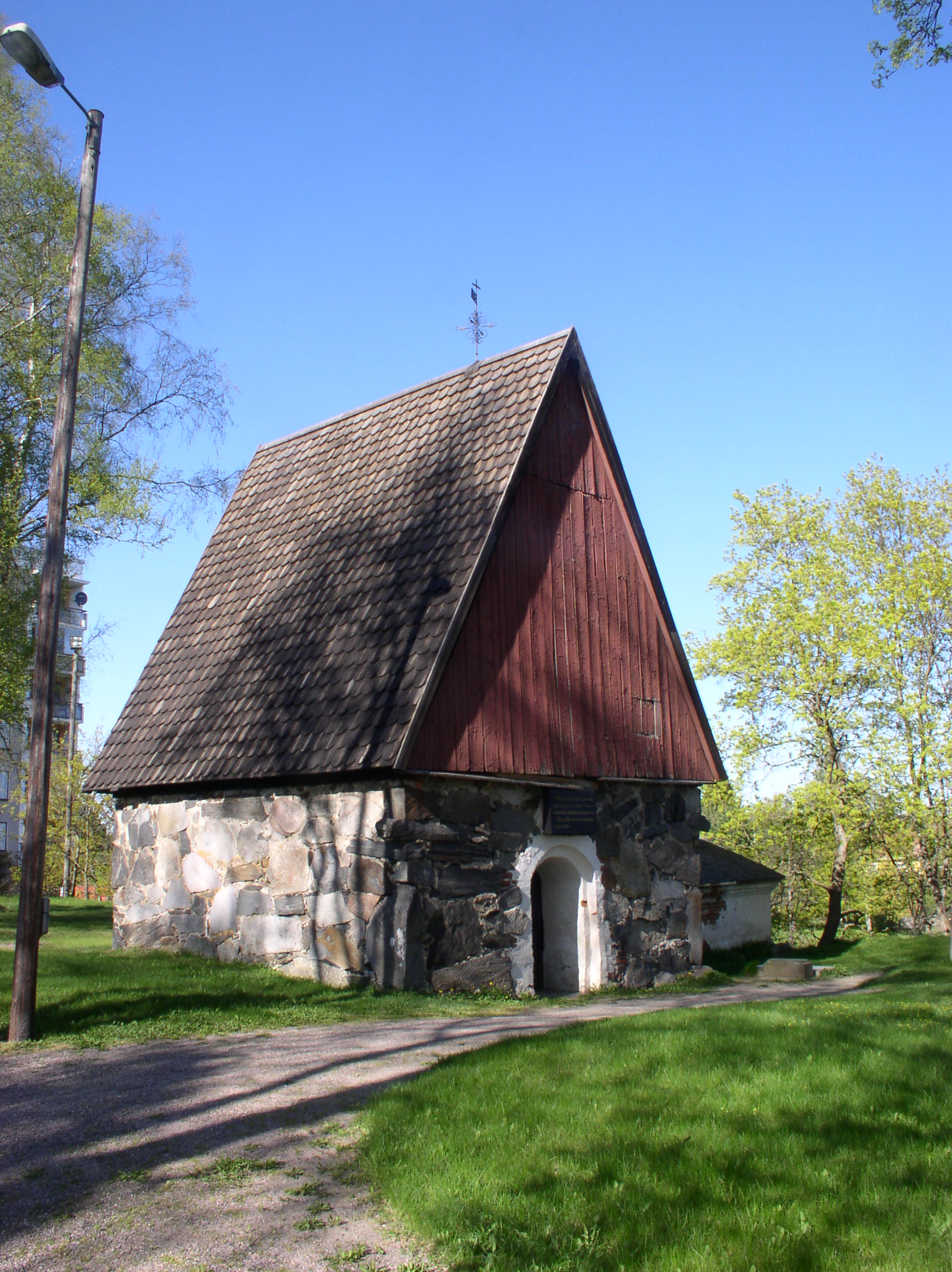
Ризниця Акаа у центрі Тояли